# Stephen Charnock
Stephen Charnock (Londra, 1628 – 1680) è stato un teologo e predicatore inglese puritano e presbiteriano.

## Vita
Nato nella parrocchia londinese di St Katharine Cree, Charnock studia all'Emmanuel College di Cambridge, periodo nel quale giunge alla conversione alla fede cristiana iniziando così il suo cammino spirituale che lo porterà a diventare uno dei maggiori teologi puritani. Dopo aver terminato gli studi, probabilmente diventa insegnante privato e tutore ed è chiamato a diventare per breve tempo ministro presso la cattedrale di Southwark, Londra, dove porta molti alla fede. Continua poi i suoi studi al New College di Oxford, dove, per i suoi meriti, consegue una borsa di studio e raggiunge la posizione di procuratore anziano.
Nel 1656 si trasferisce in Irlanda, dove diventa cappellano di Henry Cromwell, governatore dell'Irlanda. A Dublino inizia un ministero regolare di predicazione. Apprezzato da persone di diverse classi sociali e diversa denominazione che lo vengono ad ascoltare, acquista notorietà per le sue capacità e la diligenza con la quale svolge il suo mandato.
Nel 1660 viene ristabilita in Inghilterra la monarchia con Carlo II che ascende al trono dell'Inghilterra, della Scozia e dell'Irlanda. A causa di nuove restrizioni verso i predicatori puritani, gli viene impedito di svolgere il suo ministero pubblico in Irlanda ed in Inghilterra, dove ritorna. Ciononostante continua a studiare ed a svolgere il suo ministero in maniera non pubblica.
Charnock assume un co-pastorato alla Crosby Hall di Londra nel 1675. Questo sarà l'ultimo suo incarico prima della sua morte nel 1680.

## Opere
Quasi tutti i suoi numerosi scritti che gli sono attribuiti vengono trascritti e stampati dopo la sua morte, uno fra i più famosi dei quali è un sermone predicato alla Crosby Hall e conosciuto oggi come: The Existence and Attributes of God (L'esistenza e gli attributi di Dio).